# Mensuration officielle (Suisse)

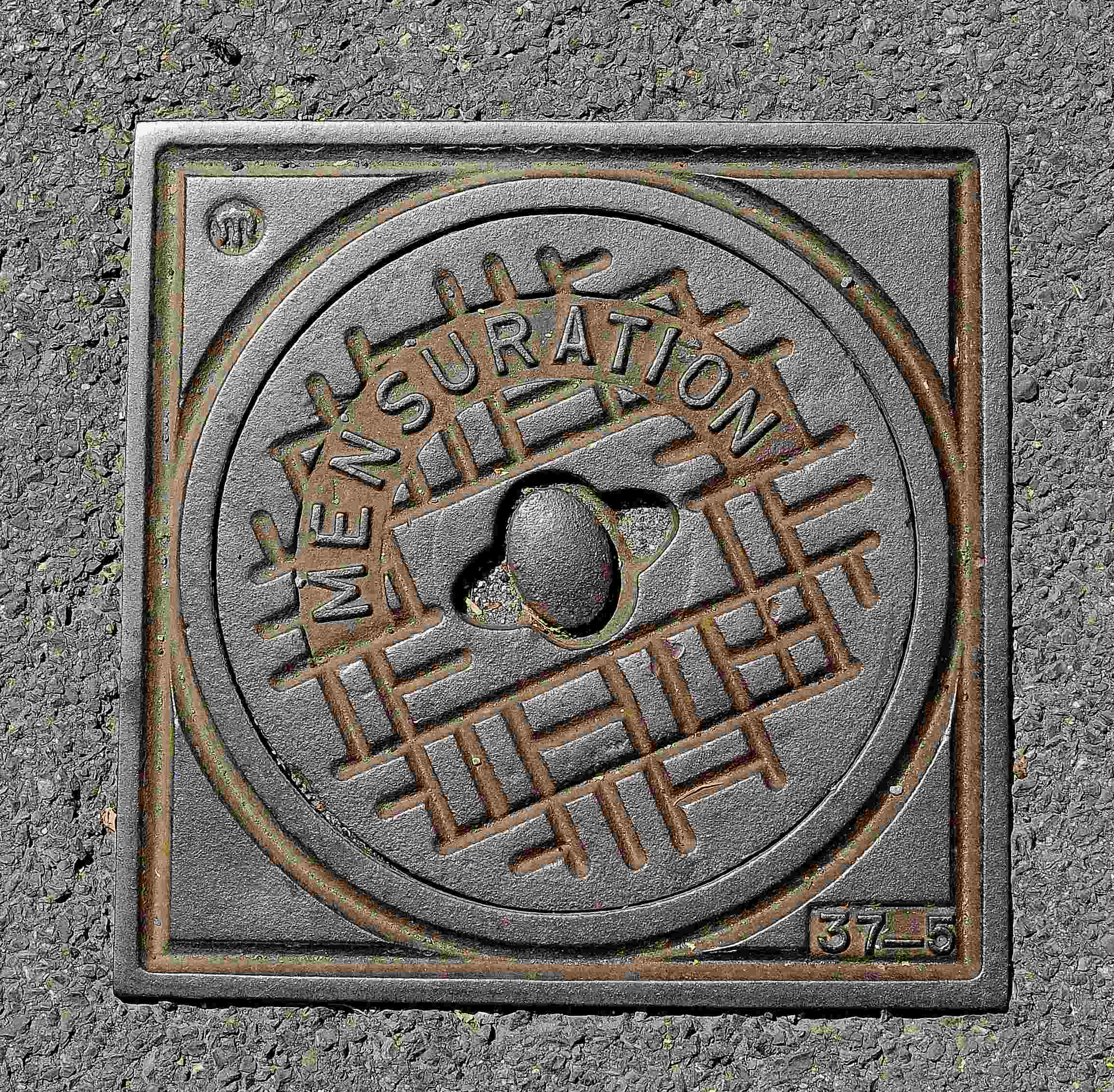
Point fixe de la mensuration officielle suisse protégé par un couvercle

La Mensuration officielle Suisse est une tâche commune regroupant la Confédération, les cantons, les communes et les ingénieurs géomètres privés de Suisse pour la mensuration de la surface terrestre. Acquises au moyen des technologies les plus modernes, les données de la mensuration telles que les points limites, la couverture du sol (comprenant notamment les bâtiments, les routes, les champs cultivés, les prés, les forêts, les cours d’eau) ou l’altitude du terrain sont saisies et mises à jour en permanence.

## Mensuration officielle

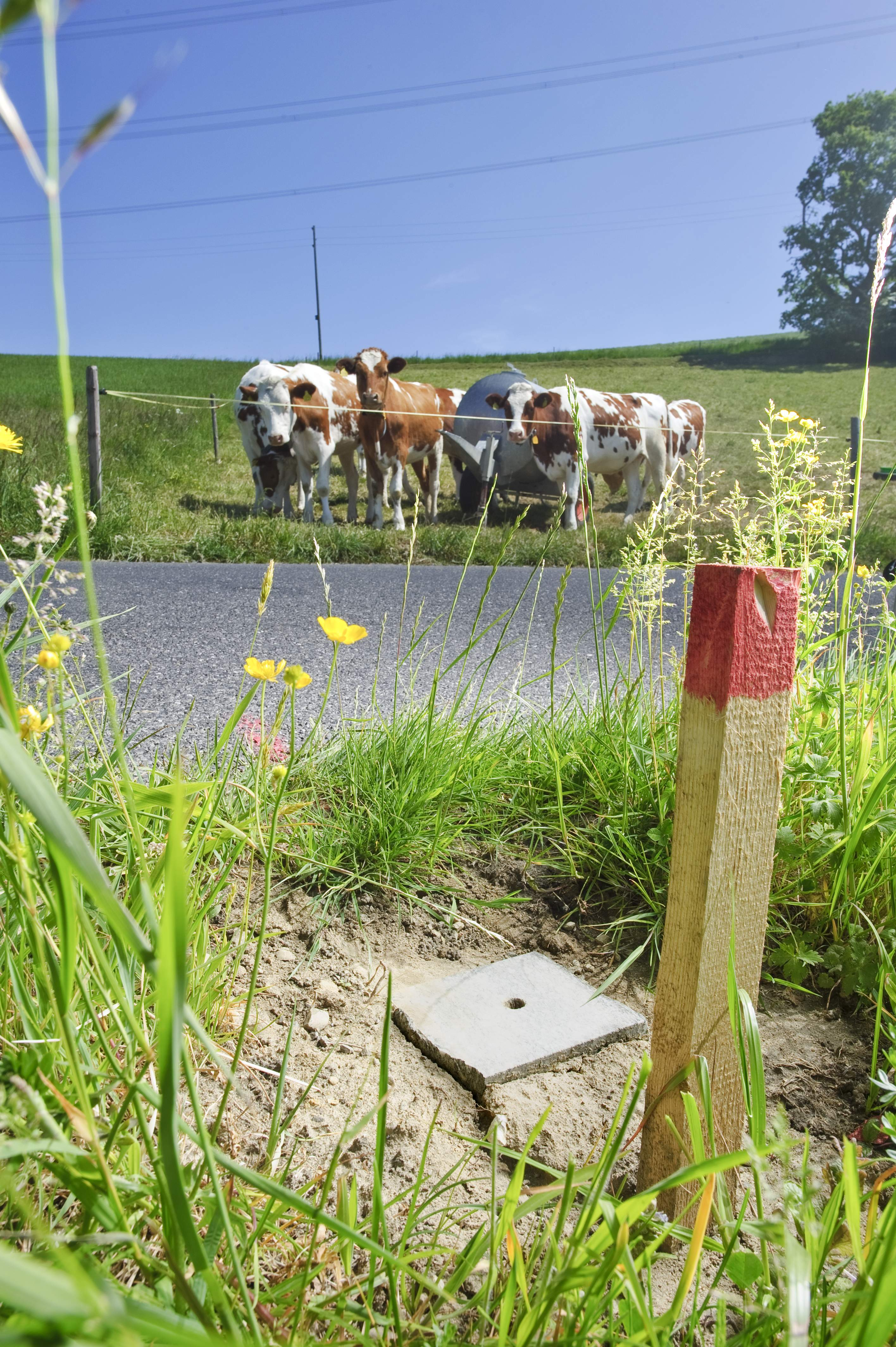
Borne en pierre fraîchement posée en bordure de route

La mensuration officielle désigne les mensurations approuvées par le canton et reconnues par la Confédération qui sont exécutées en vue de l'établissement et de la tenue du registre foncier. Ces données servent aussi de base à l’infrastructure nationale de données géographiques (INDG), aux systèmes d’information géographique (SIG) et aux plans les plus divers. Établis à une échelle allant du 1:200 à 1:10 000, ces derniers se distinguent donc des cartes nationales de l’Office fédéral de topographie swisstopo.
La mensuration officielle, le cadastre des restrictions de droit public à la propriété foncière (en cours de constitution) et le registre foncier forment conjointement le système cadastral suisse. Les bases légales sur lesquelles se fonde la mensuration officielle sont l’article 75a de la Constitution fédérale suisse et la loi fédérale sur la géoinformation.
« Article 75a Mensuration
1. La mensuration nationale relève de la compétence de la Confédération.
2. La Confédération légifère sur la mensuration officielle.
3. Elle peut légiférer sur l'harmonisation des informations foncières officielles. »

## Histoire
- 2012 : Célébration du centenaire de la Mensuration officielle Suisse – le 12 mai, proclamé journée nationale de la mensuration officielle, des activités articulées autour du thème du point central sont organisées dans tous les cantons pour la population. Un timbre commémoratif spécial est émis.
- 2011 : Les discussions relatives à la création d’un cadastre tridimensionnel sont lancées au sein de la mensuration officielle.
- 2009 : Le cadastre, exclusivement orienté vers le droit civil jusqu’alors, se double d’un cadastre des restrictions de droit public à la propriété foncière.
- 2008 : Entrée en vigueur de la loi fédérale sur la géoinformation (loi sur la géoinformation, LGéo).
- 2004 : Selon les termes du nouvel article 75a de la Constitution fédérale, la mensuration nationale relève de la compétence de la Confédération qui a tout pouvoir pour légiférer dans ce domaine.
- 1995 : La mensuration nationale MN95 est créée sur la base d’un réseau primordial mesuré par satellite. Elle s’appuie désormais sur une sélection d’environ 210 points fixes.
- 1993 : La nouvelle ordonnance sur la mensuration officielle (OMO) marque le début du remplacement des supports de plans conventionnels par des banques de données. La mensuration officielle s’ouvre également au système GPS (Global Positioning System) désormais utilisé comme moyen de mesure.
- 1980 : Le retard important accusé par le programme de mensuration ainsi que les mutations de la société engendrées par l’informatique exigent de concevoir la mensuration cadastrale sur de nouvelles bases. Le projet de la « Réforme de la mensuration officielle » est alors lancé et entraîne l’amélioration des prestations pour l’administration, l’économie et les particuliers. Le contenu de la mensuration officielle est adapté aux nouvelles percées technologiques. Le « projet pilote de Nidwald », conduit entre 1989 et 1999, prouve qu’une gestion numérique de la mensuration officielle est possible sur un canton entier.
- Jusqu’en 1974, divers procédés techniques sont testés et introduits :
  - 1923–1925 : première utilisation moderne de la photogrammétrie terrestre (mesure sur des clichés)
  - 1927 : introduction de la méthode des coordonnées polaires avec mesure optique des distances
  - à partir de 1927 également, photogrammétrie aérienne
  - 1929 : introduction des plaques en aluminium, peu sensibles aux déformations, comme supports de plans
  - dès 1970 environ : mesure électronique des distances
  - 1974 : utilisation du traitement automatique des données en mensuration parcellaire.
- 1923 : Selon le programme établi en 1923, les mensurations cadastrales devaient être menées à terme à la fin 1976. Toutefois, l’encouragement des remaniements parcellaires décidé le 23 mars 1918 par le Conseil fédéral ainsi que les années de guerre retardent considérablement les mensurations cadastrales.
- 1912 : C’est au moment d’introduire le Code civil suisse que la décision d’instaurer également un registre foncier suisse fut prise. Les mensurations cadastrales deviennent ainsi une tâche fédérale, leur exécution étant cependant confiée aux cantons. La Confédération conserve la haute surveillance et prend en charge la majeure partie des frais d’établissement. Depuis lors, la propriété foncière est garantie par une inscription au registre foncier.
- 1903 : Le premier réseau de points fixes de la mensuration nationale suisse (MN03) couvrant l’intégralité du territoire national a vu le jour en 1903 et comptait environ 5000 points fixes. Pendant plus d’un siècle, il constituera le cadre de référence pour les travaux de mensuration en Suisse.
- 1864 : Plusieurs cantons s’entendent, à l’initiative du canton d’Argovie, sur le concordat des géomètres «Geometerkonkordat» visant au libre établissement et à l’examen des géomètres sur une base commune et fixant par ailleurs des prescriptions de procédure unifiées pour les mensurations. La polygonation prend peu à peu le pas sur le levé des plans cadastraux à la planchette.
- À partir de 1850 : Dans les cantons où elles sont réalisées, les mensurations sont effectuées sans coordination. Le développement urbain qui s’amorce vers 1850 accroît l’importance du cadastre juridique par rapport au cadastre fiscal. Le 16 avril 1860, Bâle adopte la loi sur l’établissement du registre foncier « Gesetz über die Einrichtung des Grundbuches » dont les enseignements serviront de guide, 50 ans plus tard, lors de l’instauration du Code civil à l’échelon fédéral.
- 1804 : Le 18 mai, le Grand Conseil du canton de Vaud ordonne la mensuration de toutes les communes ainsi que l’établissement de registres des biens-fonds et de registres de taxation. Genève suit cet exemple de 1806 à 1818, Bâle de 1818 jusqu’à la scission du canton en deux demi-cantons en 1833. Si un géomètre cantonal a bien été nommé à Bâle en 1806, les premières mensurations parcellaires n’ont débuté qu’en 1818.
- 1798 : La République helvétique envisage la création d’un cadastre à l’échelon de la Suisse entière, inspiré du modèle français.
- Dès le milieu du XVIIe siècle, des plans à grande échelle sont établis çà et là pour le calcul des charges foncières (dîme, impôts fonciers).

## Produits et services

Extrait du plan du registre foncier de la ville de Berne

- Le plan du registre foncier : la mensuration officielle et le registre foncier forment ensemble le système cadastral suisse. La mensuration officielle décrit la position, la forme et le contenu d’un bien-fonds et consigne ces indications sur le plan du registre foncier. Produit à des échelles allant du 1:200 au 1:10 000, ce plan fait partie intégrante du registre foncier. C’est un document officiel et les délimitations des biens-fonds qui y figurent ont une validité juridique. Le registre foncier contient des informations supplémentaires telles que le régime de la propriété foncière (propriété, copropriété, droit de superficie, etc.). C’est sur la base de ces inscriptions qu’il est possible d’hypothéquer des biens-fonds. Des cédules hypothécaires, inscrites à leur tour au registre foncier au titre de droits de gage immobilier, servent de garanties. Aujourd'hui, le plan est majoritairement produit sous forme numérique.
- Le plan de base de la mensuration officielle : il reproduit le monde réel, données altimétriques incluses, à une échelle allant du 1:2500 au 1:10 000. Il constitue la base idéale pour un vaste éventail de domaines d’utilisation tels que l’aménagement du territoire, les plans de villes ou de zones, etc. Il est disponible sur l’ensemble du territoire suisse et est automatiquement produit à partir des données de la mensuration officielle. Il est actualisé en permanence. L’évolution technologique a eu raison du plan d’ensemble, utilisé depuis des décennies, désormais remplacé par le plan de base.
- Les adresses de bâtiments : La position d’un bâtiment est établie par son adresse. Celle-ci aide par exemple les services de secours, les pompiers, la police ou une personne peu familière d’un lieu à trouver rapidement le bâtiment recherché. Les systèmes de navigation pour les véhicules sont de plus en plus répandus. Les adresses de bâtiments sont également utilisées sur les plans de base et les plans locaux, dans les systèmes d’information géographique (SIG), les registres des bâtiments et des logements, la distribution du courrier et les répertoires téléphoniques électroniques. La mensuration officielle gère les adresses de bâtiments sur l’ensemble du territoire suisse, les tient à jour et les met à la disposition de tous.
- WMS-MO : Les données de la mensuration officielle sont très largement utilisées sous forme numérique, via Internet. Elles sont disponibles sur des portails régionaux, cantonaux ou nationaux. L’utilisation s’effectue au travers de « géo-services » qui mettent les données à disposition sous une forme structurée prédéfinie. De tels services existent par exemple pour la représentation des données (service de consultation), pour leur livraison (service de téléchargement) ou pour la recherche de jeux de données bien définis (service de recherche). Web Map Service (WMS) constitue un tel service de consultation. Il s’agit d’une interface permettant d’appeler des données via Internet. WMS-MO, spécialement conçu pour la mensuration officielle, garantit un accès direct aux données actuelles.
- CadastralWebMap : ce service fournit pour la Suisse entière des informations d’arrière-plan (par exemple pour des utilisations sur Internet).
- Cadastralinfo : ce service offre, via Internet, un accès aux différentes informations du cadastre suisse via l’adresse, le numéro de parcelle ou les coordonnées nationales d’un bien-fonds donné et affiche, en plus du plan et d’une vue aérienne, les informations administratives correspondantes.

## Organisation

Organisation de la collaboration entre les partenaires de la mensuration officielle (partenariat public-privé, PPP)

La mensuration officielle Suisse est un exemple de partenariat public-privé. Depuis plus d'un siècle, les pouvoirs publics – Confédération, cantons et communes – et le secteur privé collaborent étroitement. Les différents partenaires impliqués assument les tâches suivantes :
- La Confédération : la conduite stratégique de la mensuration officielle est du ressort de la Direction fédérale des mensurations cadastrales, un domaine de l’Office fédéral de topographie. En accord avec les cantons, la Direction fédérale des mensurations cadastrales définit la stratégie au niveau national en matière de saisie, de renouvellement et de développement de la mensuration officielle et fixe les exigences posées sur le plan de la qualité. Le mandant est le Conseil fédéral. La Direction fédérale des mensurations cadastrales vérifie que les travaux cadastraux transmis par le canton ont été effectués dans le respect des règles imparties et décide de sa participation financière. Les indemnités fédérales annuelles versées pour la mensuration officielle contribuent de façon prépondérante à garantir la propriété foncière. La coordination de projets de mensuration d’autres services fédéraux avec la mensuration officielle fait aussi partie des attributions de la Direction fédérale des mensurations cadastrales.
- Les cantons : la conduite opérationnelle de la mensuration officielle incombe aux cantons. Ils définissent la planification cantonale de mise en œuvre, planifient et supervisent les travaux, déterminent, sur la base de la législation fédérale, les normes d’exécution spécifiques à leur niveau, contrôlent le travail de la mensuration officielle et l’approuve après correction des défauts éventuels. Cette approbation confère à ces documents le caractère de documents officiels. 20 cantons disposent de leur propre service du cadastre chargé de cette mission. Les six cantons d’Appenzell Rhodes-Intérieures, Appenzell Rhodes-Extérieures, Glaris, Nidwald, Obwald et Uri ont délégué la conduite opérationnelle à la Direction fédérale des mensurations cadastrales, au même titre que la Principauté du Liechtenstein.
- Les communes : des villes d’une certaine taille sont dotées de services compétents pour la mensuration officielle sur leur territoire.
- Ingénieurs géomètres brevetés : comme des données dotées d’effets juridiques sont saisies par la mensuration officielle, les travaux ne peuvent être exécutés que par des ingénieurs géomètres ayant réussi l’examen d’État, donc des titulaires du brevet d’ingénieur géomètre, de surcroît inscrits au registre des ingénieurs géomètres. Au niveau national, 190 bureaux de géomètres privés (comptant 2800 collaborateurs) sont chargés de la saisie, de la mise à jour et de la gestion des données de la mensuration officielle. À la tête de chacun d’entre eux se trouve un ingénieur géomètre breveté ou une ingénieure géomètre brevetée. Une liste à jour des personnes inscrites au registre des ingénieurs géomètres est consultable sur le portail de la Mensuration Officielle Suisse[3].

## Méthodes de mensuration
La Suisse a jeté les bases de la mensuration cadastrale, désormais appelée mensuration officielle, il y a plus de cent ans. Aujourd'hui comme à cette époque, des points sont levés et leurs coordonnées sont calculées. Pourtant, les méthodes de mesure et de travail, les instruments et les outils ont fortement évolué au cours du siècle écoulé. La méthode terrestre constitue la méthode de mensuration la plus ancienne. Des angles et des distances sont mesurés à partir de points au sol à l’aide d’un tachéomètre (l’instrument de mesure le plus courant). Les coordonnés et les altitudes des objets ainsi levés sont alors déterminées. Les instruments numériques actuels procèdent directement aux calculs correspondants. Les données mesurées sont enregistrées dans l’appareil et transférées sur le système informatique du bureau pour la poursuite de leur traitement. Le nivellement permet de mesurer des dénivelées. Grâce aux systèmes mondiaux de navigation par satellites (GNSS, Global Navigation Satellite System), les coordonnées et les altitudes de points au sol sont déterminées avec une précision de quelques centimètres en l’espace de quelques secondes à peine, sur la base des signaux transmis par les satellites. Des méthodes de mesure et d’exploitation spécifiques sont mises en œuvre à cette fin. Les données de référence du réseau GNSS automatique de la Suisse (AGNES) peuvent également servir à cela. Dans le cas de la photogrammétrie, le terrain fait l’objet d’un survol systématique afin d’en obtenir une couverture photographique complète depuis les airs. Les images prises par une caméra spéciale sont combinées entre elles par des procédés optiques (fusion), de telle façon que la surface terrestre semble vue en trois dimensions (effet stéréoscopique). Il est alors possible de relever la position d’objets dans l’espace ou de suivre des courbes de niveau. Le balayage laser (laserscanning en anglais) consiste à scanner la surface du terrain à l’aide d’un laser aéroporté (monté sur un avion, un hélicoptère, etc.) en vue d’acquérir des informations relatives à la structure de la surface terrestre, autrement dit à la topographie.

## Données de la mensuration officielle

Subdivision des données numériques de la mensuration officielle en couches thématiques

Les données de la mensuration officielle sont des géo-données de référence utilisées par des autorités fédérales, cantonales et communales, des milieux économiques, des milieux scientifiques et des tiers pour obtenir des informations.
Les données numériques de la mensuration officielle sont subdivisées en 11 couches thématiques. Elles peuvent être associées et combinées à volonté avec d’autres données géo-référencées, par exemple avec des données du cadastre du bruit, du cadastre des conduites ou de plans de zones. INTERLIS, le langage de description de géo-données spécialement développé à cet effet, permet l’échange de données entre systèmes d’information géographique. Il a été élevé au rang de norme suisse en 1998, la loi prescrivant son utilisation pour l’échange de données au sein de la mensuration officielle. Depuis l’entrée en vigueur de la loi fédérale sur la géo-information en 2008, la validité d’INTERLIS s’est étendue à toutes les géo-données de base relevant du droit fédéral.

## Formation

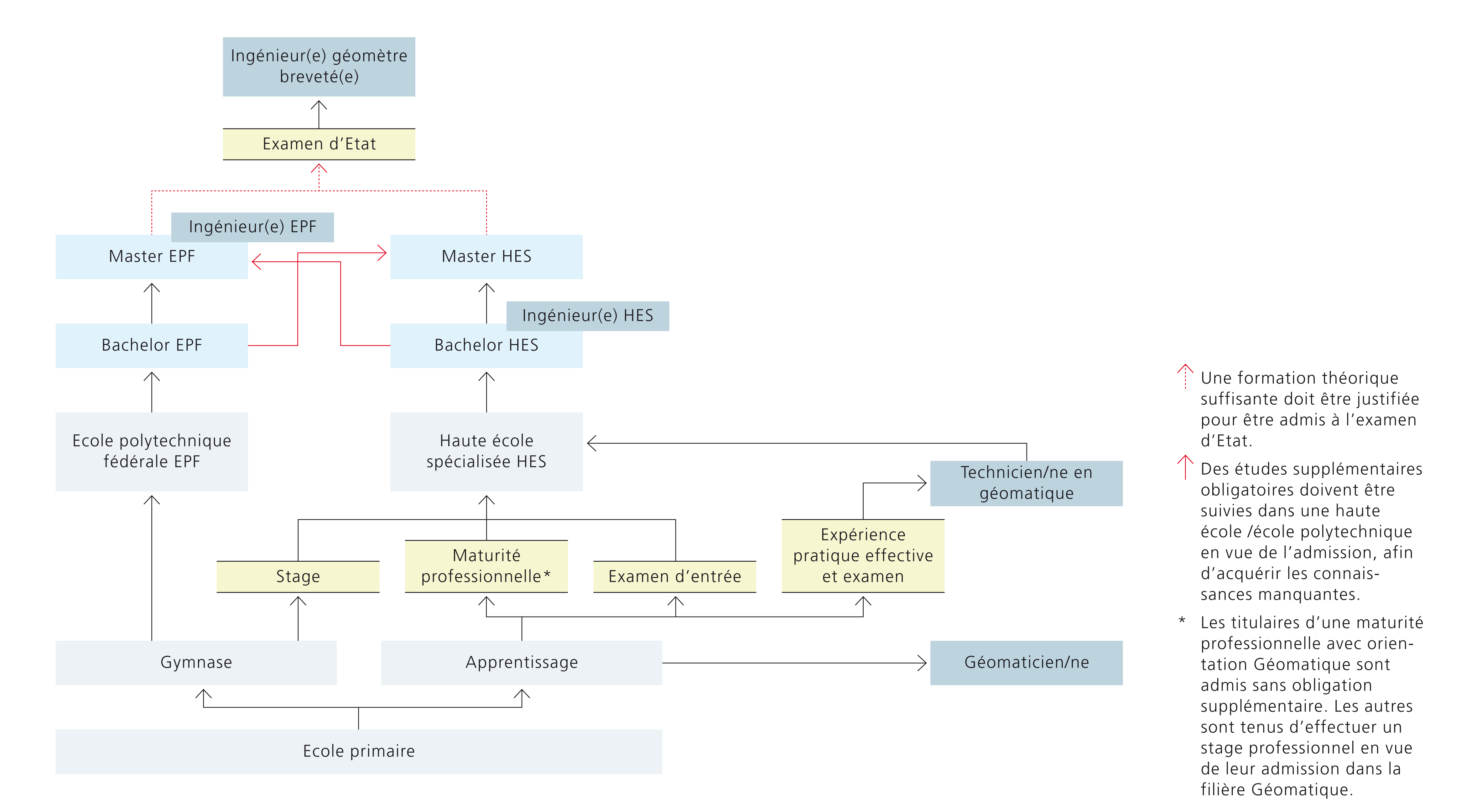
Les filières de formation aux métiers en rapport avec la mensuration officielle

Les métiers en rapport avec la mensuration officielle appartiennent au domaine de la géomatique. Cette discipline se consacre aux données géographiques en recourant aux technologies de l’information les plus modernes. Des objets et des informations sont saisis sur site, traités sur un poste de travail, puis complétés, affinés et enfin gérés dans des systèmes d’information.
La Suisse connaît plusieurs niveaux de formation :
- l’apprentissage professionnel de géomaticienne ou géomaticien, d’une durée de quatre ans, possibilité d’examen professionnel de technicienne ou technicien en géomatique ;
- la formation dans une haute école spécialisée en vue de l’obtention d’un Bachelor of Science HES en géomatique avec la possibilité de suivre un cursus de master ; sont actuellement possibles : Haute École spécialisée de Suisse occidentale, Master of science HES-SO en Ingénierie du territoire (MIT), Fachhochschule Nordwestschweiz, Master of Science FHNW in Engineering mit Vertiefung in Geoinformationstechnologie ;
- la formation dans l’une des deux écoles polytechniques fédérales : 
  - EPF Lausanne: ingénieur civil ou ingénieur en environnement, avec spécialisation en géomatique.
  - ETH Zurich : MSc-Geomatik und Planung.

Deux conditions sont à remplir pour l’exécution de travaux de la mensuration officielle : être titulaire du brevet fédéral d’ingénieur géomètre et être inscrit au registre des géomètres. Pour être admis à passer l’examen d’État, il faut justifier d’un master délivré par l’une des deux écoles polytechniques fédérales ou par une haute école suisse ou encore d’un diplôme de niveau équivalent délivré par une haute école étrangère en fournissant la preuve de la formation théorique requise et d’une pratique professionnelle d’au moins deux ans en rapport avec le niveau exigé.